# Конституционный референдум в Армении (2003)
Конституционный референдум был проведен в Армении 25 мая 2003 года. Итогом были конституционные изменения, которые могли бы передать некоторые полномочия от президента, и были одобрены 50,56 % избирателей с явкой 52,10 %. Однако результаты были признаны недействительными, так как количество голосов в пользу изменения были меньше, чем одна треть от числа зарегистрированных избирателей (778 331).

## Результаты
| Выбор                          | Голосов   | %     |
| ------------------------------ | --------- | ----- |
| За                             | 563 205   | 50,56 |
| Против                         | 550 668   | 49,44 |
| Итого действительных голосов   | 1 113 873 | 100   |
| Недействительные голоса        | 102 708   | -     |
| Всего голосов                  | 1 216 581 | 52,10 |
| Зарегистрированных Избирателей | 2 334 993 |       |
| Источник: Nohlen и соавт.      |           |       |